# Pim Bekkering
Pim Bekkering (Ámsterdam, 9 de agosto de 1931-Helmond, 25 de febrero de 2014) fue un jugador de fútbol neerlandés que jugaba en la demarcación de portero.

## Biografía
Debutó como futbolista en 1956 con el SC 't Gooi a los 25 años de edad. Tan sólo jugó durante una temporada en el club, ya que en 1957 el PSV Eindhoven se hizo con sus servicios. Jugó con el club un total de 121 partidos, ganando además la Eredivisie en la temporada 1962/1963. Ya en 1966 y tras nueve temporadas, Bekkering fichó por el FC Eindhoven. Jugó durante dos años en el equipo hasta que finalmente, en 1968 y a los 37 años de edad, se retiró como futbolista.
Falleció el 25 de febrero de 2014 en Helmond a los 82 años de edad.

## Selección nacional
Fue convocado por la selección de fútbol de los Países Bajos en una ocasión en los años 60, aunque finalmente no llegó a jugar, quedando como suplente en el banquillo.

## Clubes
| Club          | País         | Año       | Partidos |
| ------------- | ------------ | --------- | -------- |
| SC 't Gooi    | Países Bajos | 1956-1957 | ¿?       |
| PSV Eindhoven | Países Bajos | 1957-1966 | 121      |
| FC Eindhoven  | Países Bajos | 1966-1968 | ¿?       |

## Palmarés

### Campeonatos nacionales
| Título     | Club          | País         | Año  |
| ---------- | ------------- | ------------ | ---- |
| Eredivisie | PSV Eindhoven | Países Bajos | 1963 |